# Успенский собор (Ярославль)
Собор Успения Пресвятой Богородицы — православный храм в Ярославле, расположенный на Стрелке Волги и Которосли; кафедральный собор Ярославской митрополии и епархии Русской православной церкви. Был разрушен в советское время и восстановлен по новому проекту в 2004—2010 годах к 1000-летию города.

## История
Первый каменный храм Ярославля начали строить в 1215 году по воле ростовского князя Константина Всеволодовича на территории княжего двора. Храм был торжественно освящён в 1219 году ростовским епископом Кириллом. Как главный храм города, по существовавшей традиции, его освятили в честь праздника Успения Пресвятой Богородицы. В отличие от других соборов Северо-Восточной Руси, построен он был из кирпича, но в убранстве фасадов зодчие широко использовали резьбу по белому камню, пол был выстлан разноцветными майоликовыми плитками, а двери украшены золоченой медью.
В 1501 году случился пожар, и у церкви обрушились своды. При расчистке завалов были обнаружены мощи ярославских князей XIII века — Василия и Константина Всеволодовичей, которые впоследствии стали главной соборной реликвией. Заново отстроили и освятили храм около 1516 года, вероятно, на месте предшествующего. Успенская церковь была небольших размеров, на подклете или подвале и имела в своей западной части придел «на полатях». Её ближайшим аналогом можно считать Благовещенский собор Московского Кремля. После 1605 года в Успенском соборе начинает составляться иллюстрированный синодик. В 1612 году во время Смутного времени митрополит Кирилл (Завидов) благословил здесь Дмитрия Пожарского на поход на освобождение Москвы.
Когда Успенский собор обветшал, по царскому указу 1642 года было велено новую каменную соборную церковь сделать на новом месте, а старую разобрать, сохранив лишь бывший под церковью погреб, где находилась «зелейная и свинцовая казна», укрепить его и использовать по тому же назначению. Но, так как это помещение было сырое, по предложению воеводы, на основании недоразобранных стен верхнего яруса старого собора построили казённую палату. В 1646 году был возведён и освящён одноэтажный, без погреба, пятиглавый собор с 55-метровой колокольней.
Во второй половине XVII века в Ярославле происходило казённое строительство, и в 1659 году появился указ царя о постройке новой соборной церкви, так как старая имела скромные размеры и пострадала (крыша, главы и прочие наружные постройки), хотя и менее других, в пожаре 10 июля 1658 года, в котором сгорела большая часть строений Ярославля. Новый собор представлял собой шестистолпное пятиглавое здание, при северном, западном и южном входах были построены каменные крыльца, характерные для многих ярославских храмов XVII века. Одновременно с ним была заложена восьмигранная шатровая колокольня.
Храм сильно пострадал в пожаре 1670 года и через несколько лет был выстроен вновь. Здание имело византийскую кубическую фигуру и пять больших глав. Интерьер собора был расписан в 1671—1674 годах, это письмо сохранялось без обновления до 1825 года. В дальнейшие два века храм подвергался ряду перестроек, особенно значительных после 1788 года, когда он стал кафедральным в связи с переносом центра епархии в Ярославль. В 1720-х годах пристроили западную паперть, в конце века переделали крыльца, в 1832—1833 годах к южной стене пристроили теплую церковь с престолом во имя святых князей Василия и Константина. В 1832—1836 годах по проекту архитектора А. И. Мельникова построили новую колокольню вместо старой, шатровой, в 1844 году купола собора — первыми в городе — покрыли золотом, в конце XIX века расширили теплую западную паперть и объединили её с церковью Василия и Константина.
В конце XIX века в соборе было 2 престола: Успения Пресвятой Богородицы и Святого князя Владимира; пятиярусный иконостас с драгоценными окладами; ряд замечательных икон и других древностей. Под сводами храма были погребены архиепископы Павел, Симеон и Леонид.

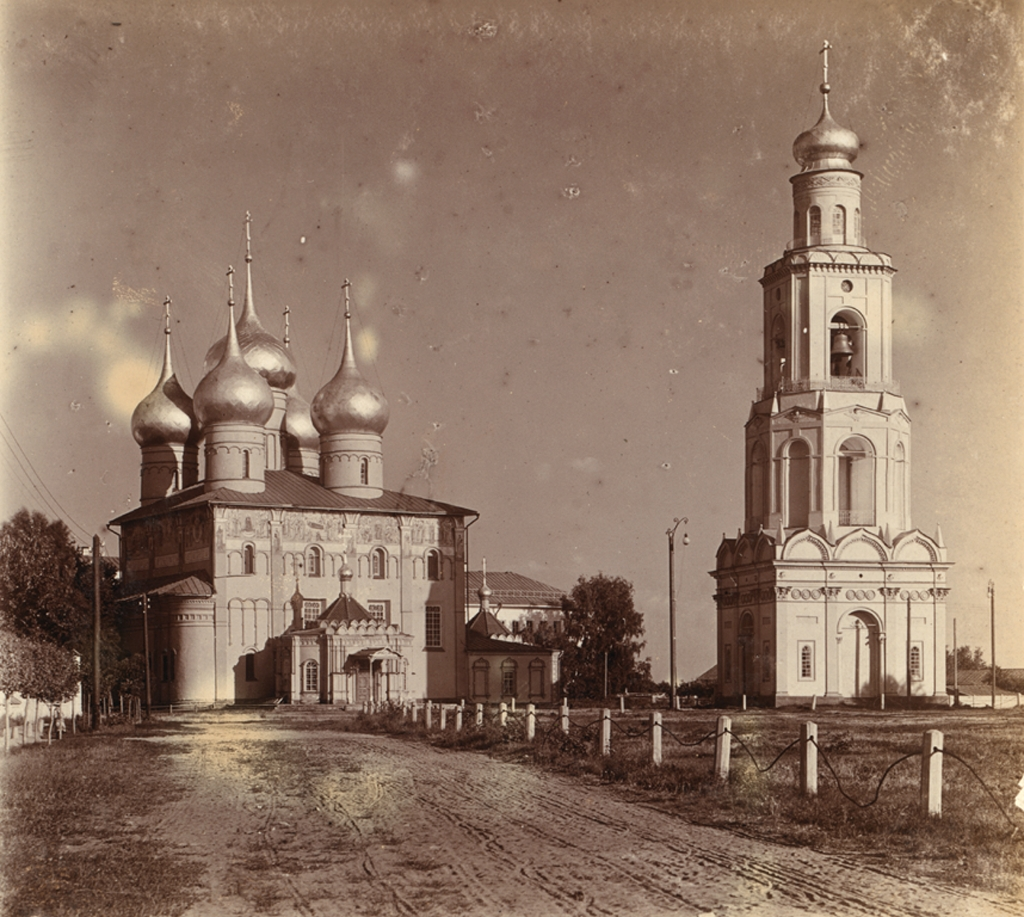
Успенский собор и колокольня в 1910 году. Фото С. М. Прокудина-Горского
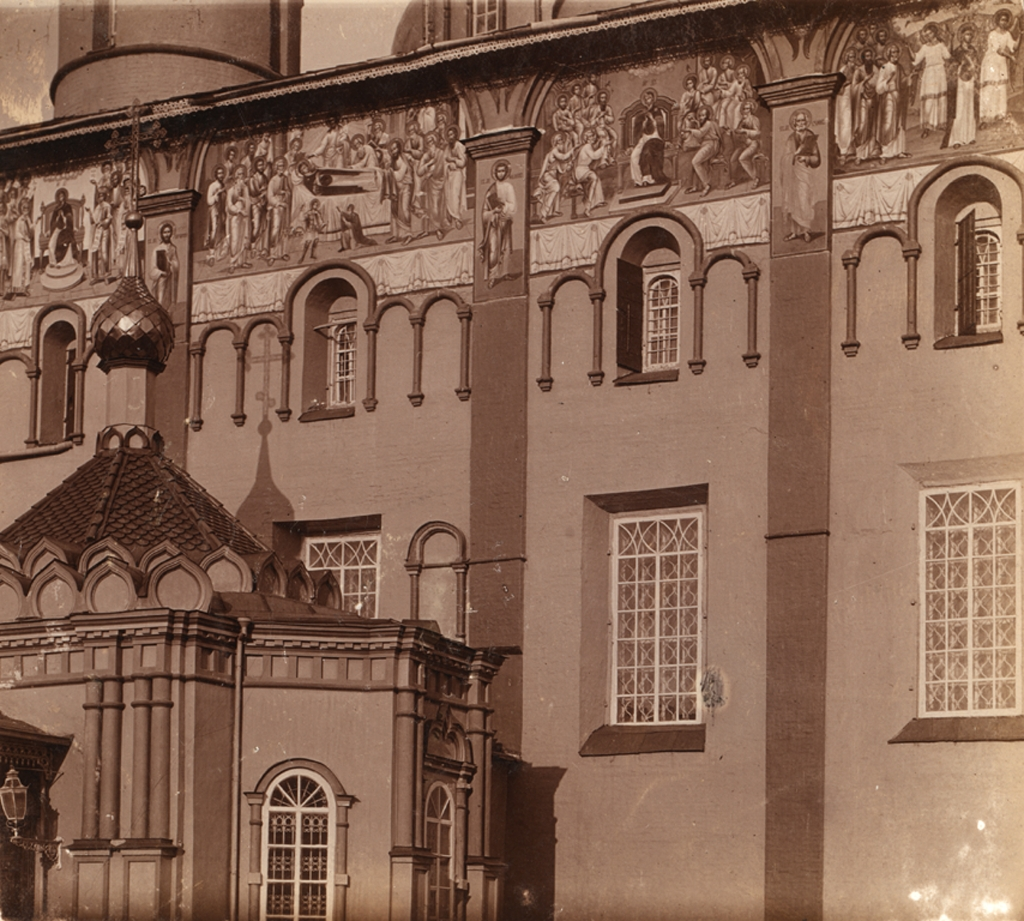
Росписи на северном фасаде
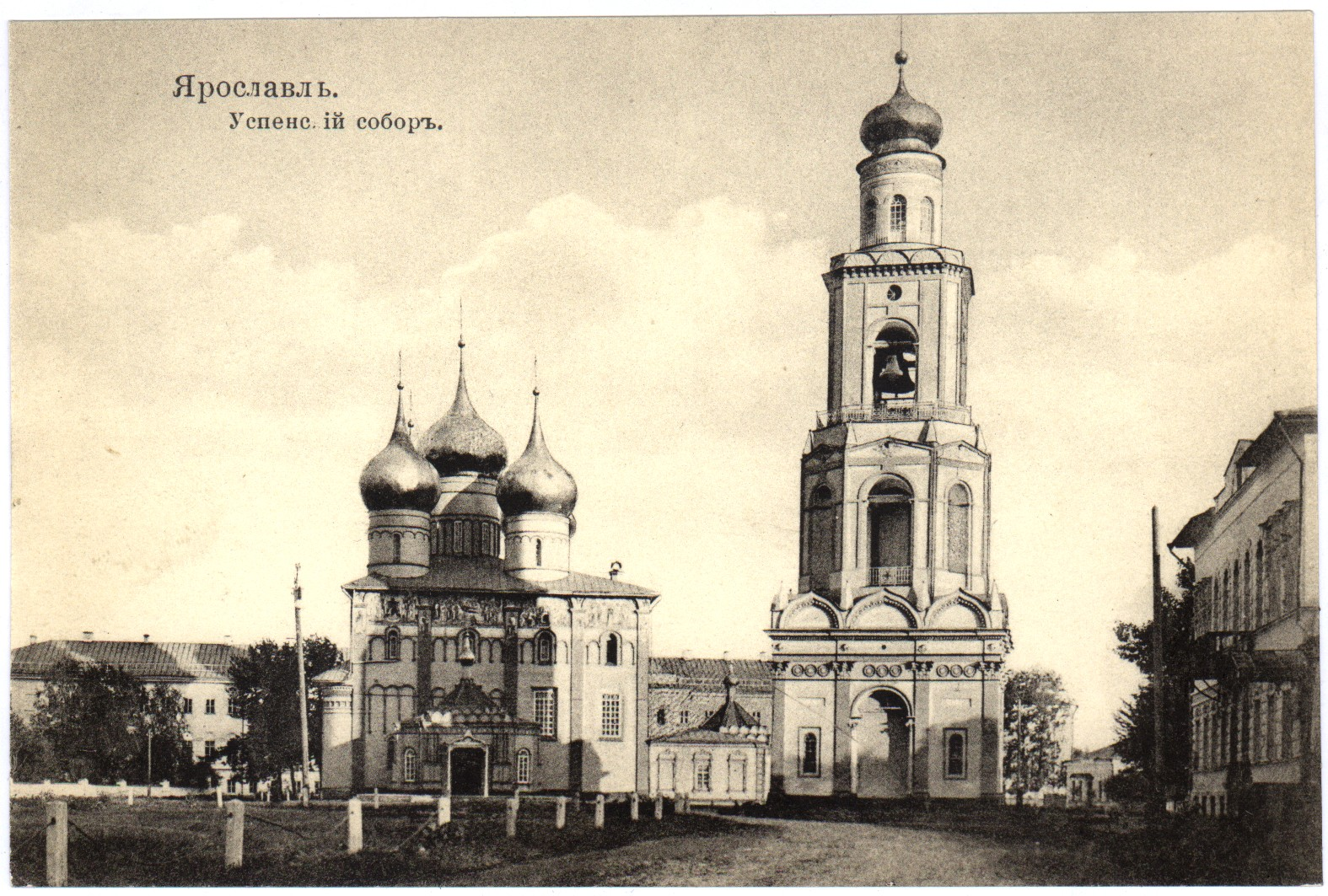
Храм на открытке начала XX века
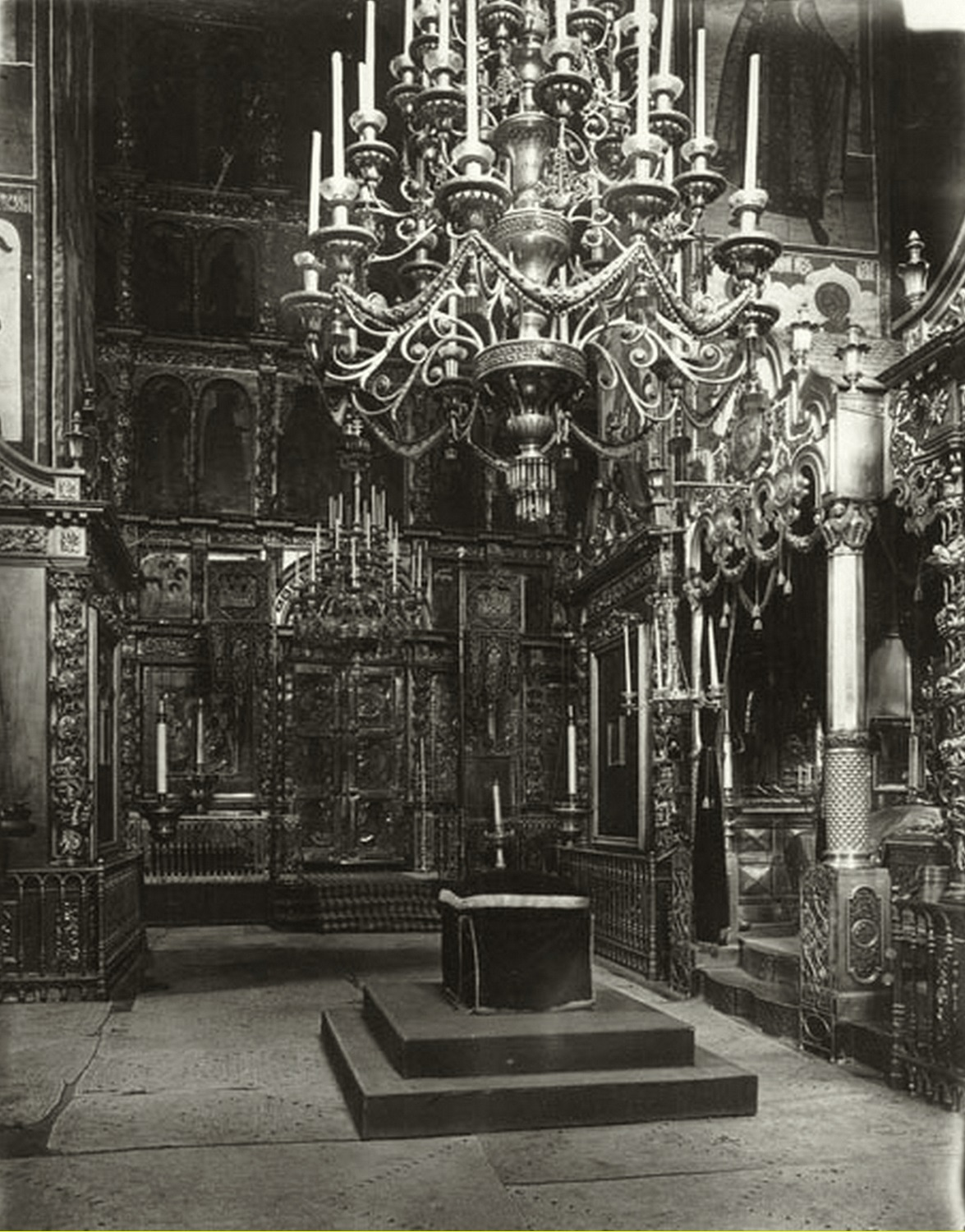
Интерьер собора в 1881 г. Фото И. Ф. Барщевского

Успенский собор сильно пострадал в результате артиллерийского обстрела Ярославля коммунистами в 1918 году. В 1922 году храм был отдан под биржу труда, осенью 1924 года проведена частичная реставрация, с 1930 по 1937 год в нём размещался склад зерна. 26 августа 1937 года собор был взорван.
При проведении неоднократных раскопок усилия Николая Воронина и других археологов по отысканию фундаментов первого кирпичного собора не увенчались успехом.

## Восстановление

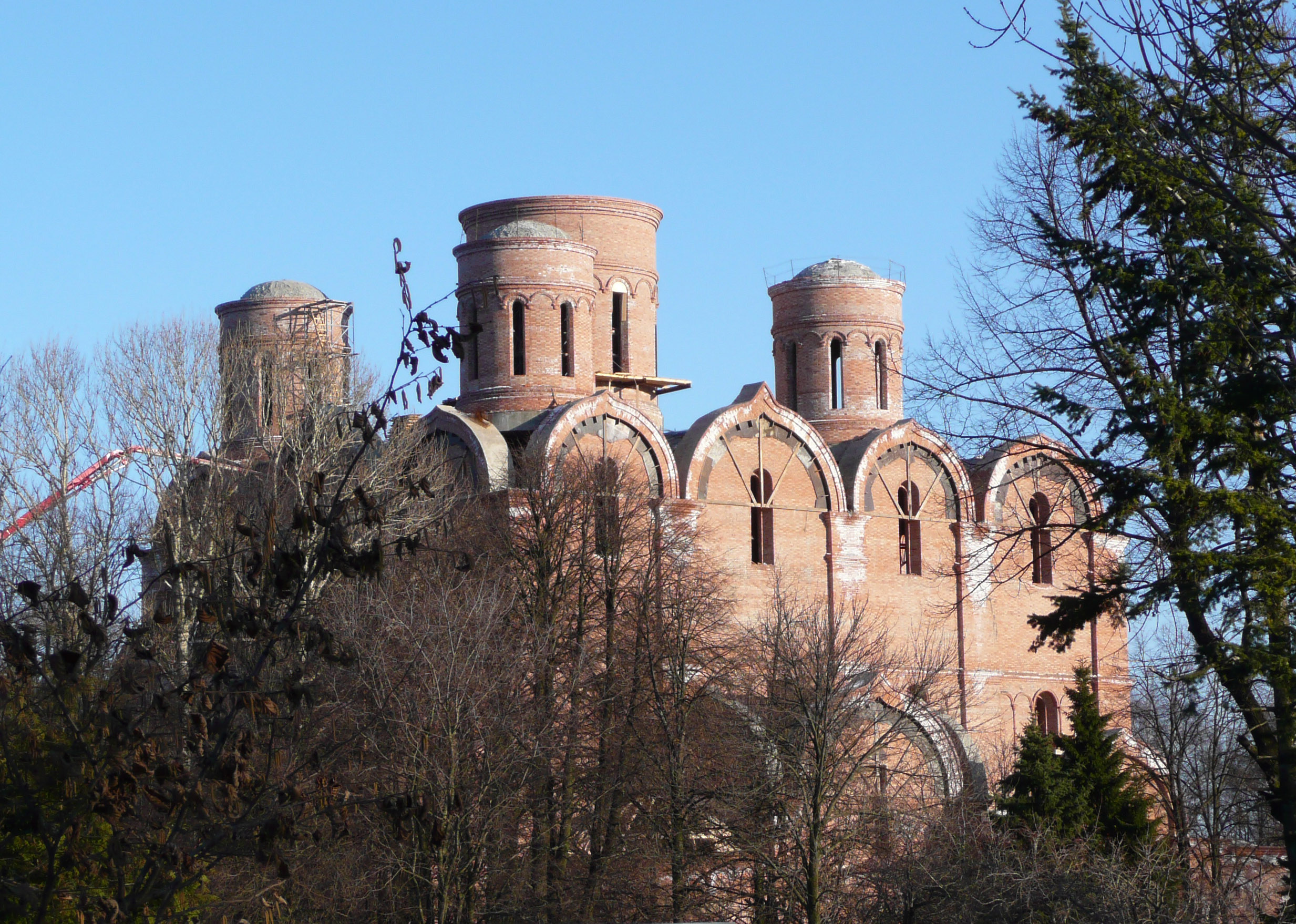
Строящийся собор в 2009 году

26 октября 2004 года был заложен новый Успенский собор на том же месте. Несмотря на то, что в конкурсе на лучший проект собора выиграли ярославский реставратор Вячеслав Сафронов, проект которого предполагал точное воссоздание разрушенного храма, и московский архитектор Алексей Денисов (участвовавший в восстановлении Храма Христа Спасителя), выбор был сделан в пользу Денисова. Главный меценат проекта — московский бизнесмен Виктор Тырышкин.
Облик нового Успенского собора чужд верхневолжской традиции; из древнерусских памятников ближе всего к нему Смоленский собор Новодевичьего монастыря в Москве. Площадь храма составляет около 2 тыс. м², вместимость — более 4 тыс. человек, высота до основания креста — 50 м. В цокольном этаже разместился зал церковных соборов, музей, трапезная палата и покои правящего архиерея.
Основной объём храма был построен к 1000-летию Ярославля в 2010 году, однако уже во время строительства собор подвергся критике, прежде всего за свои размеры. В частности, его строительство вызвало опасения на 33-й сессии Комитета Всемирного наследия ЮНЕСКО, как изменяющее общий вид города:

«Такую махину ставить на Стрелке опасно. Грунт там „плавает“, и даже если храм не съедет вниз, то под воздействием такой громадины может разрушиться набережная. Могут „поплыть“ и Митрополичьи палаты», — пишет «Комсомольская правда — Ярославль».
Также планировалось строительство отдельно стоящей колокольни высотой 70 м, однако, по мнению защитников культурного наследия Ярославля, эта постройка может окончательно нарушить историческую панораму города.
Вечером 27 августа 2010 г. архиепископ Ярославский и Ростовский Кирилл провёл первое богослужение в новом храме — несмотря на то, что ещё не все строительные работы были завершены. Собор был освящён патриархом Кириллом 12 сентября 2010 года.
В храме находятся мощи святых благоверных князей Ярославских Феодора Ростиславича и его сыновей Давида и Константина, а также частицы мощей святых благоверных князей Василия и Константина Всеволодовичей.

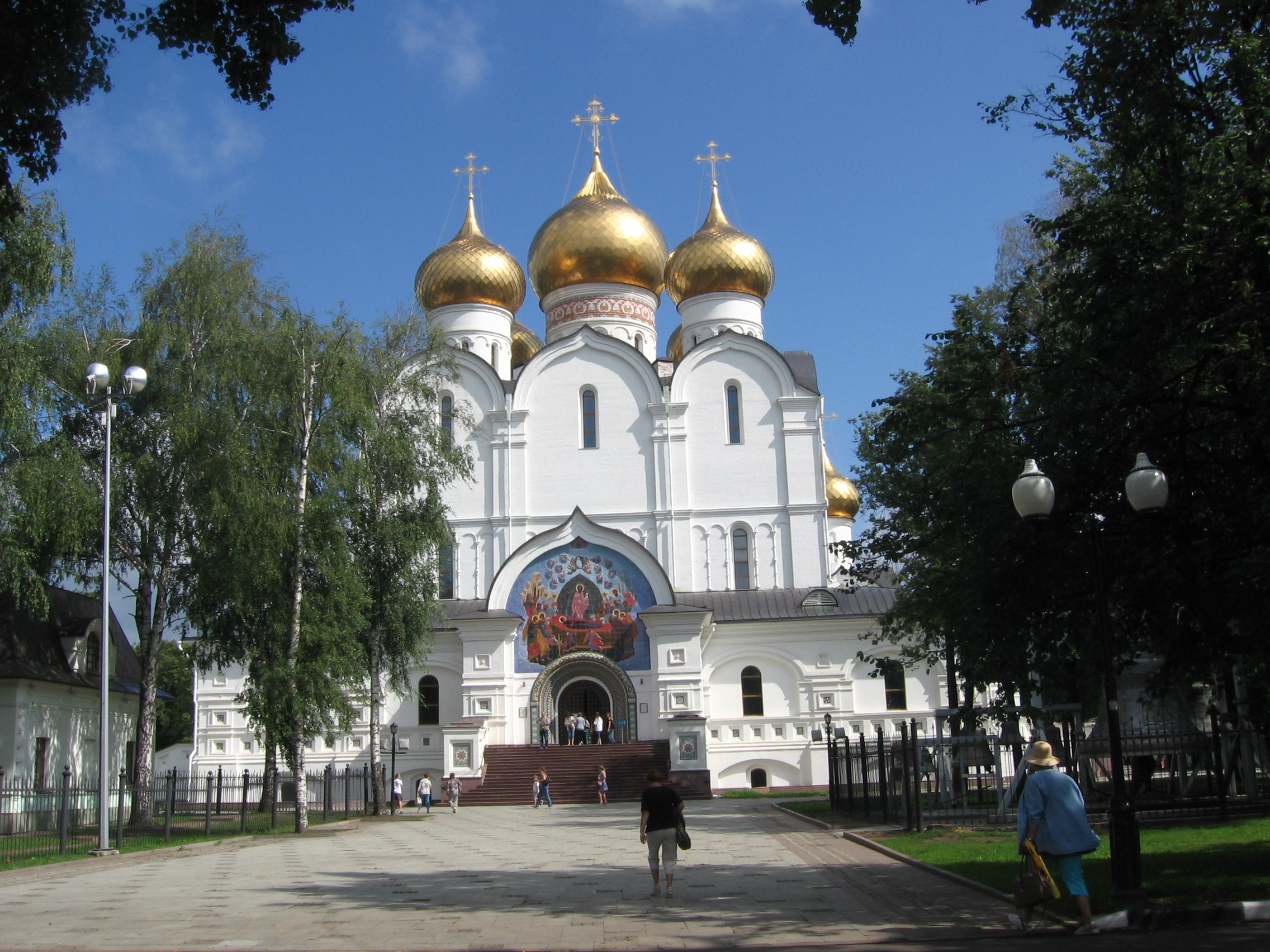
Главный фасад
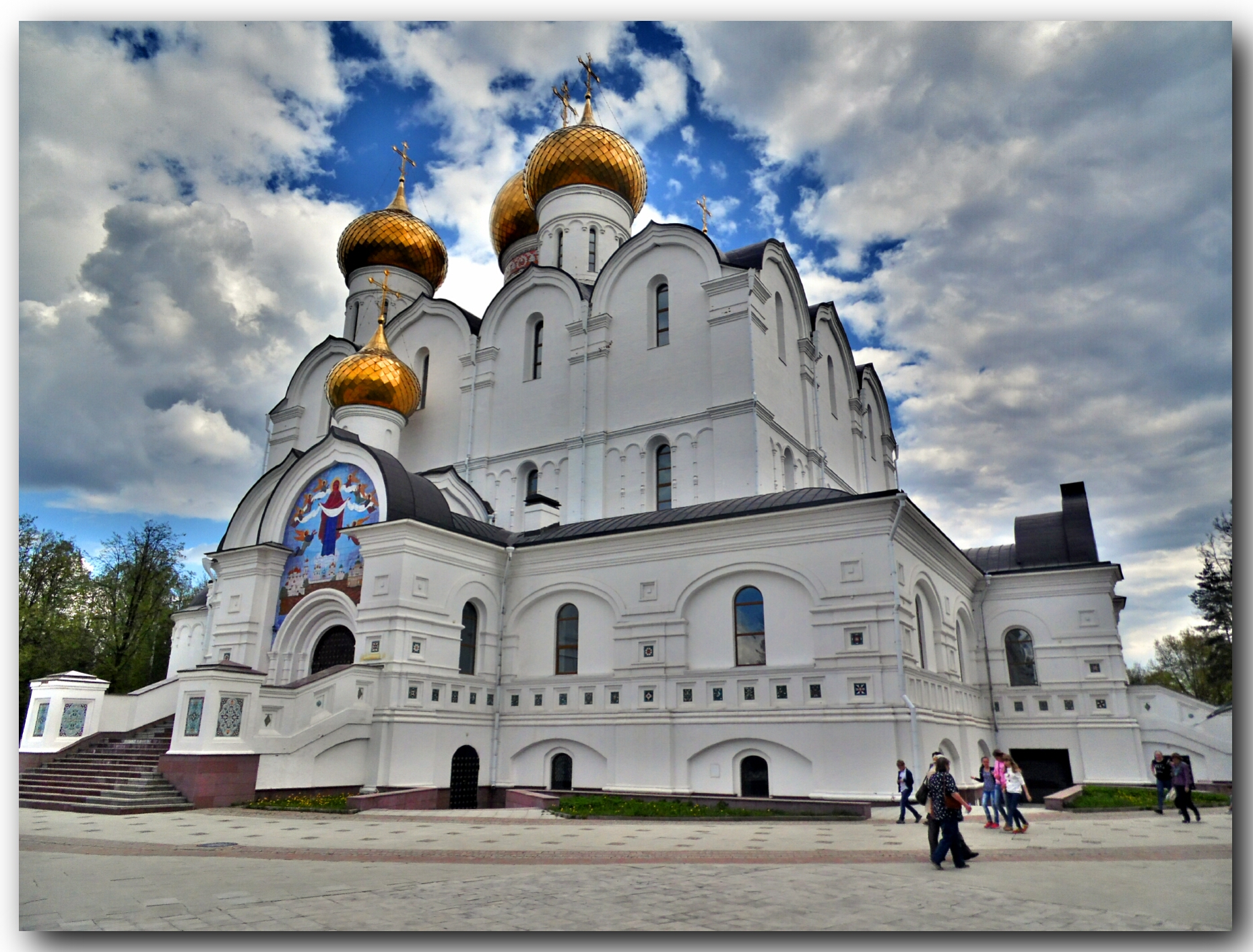
Вид с западной стороны
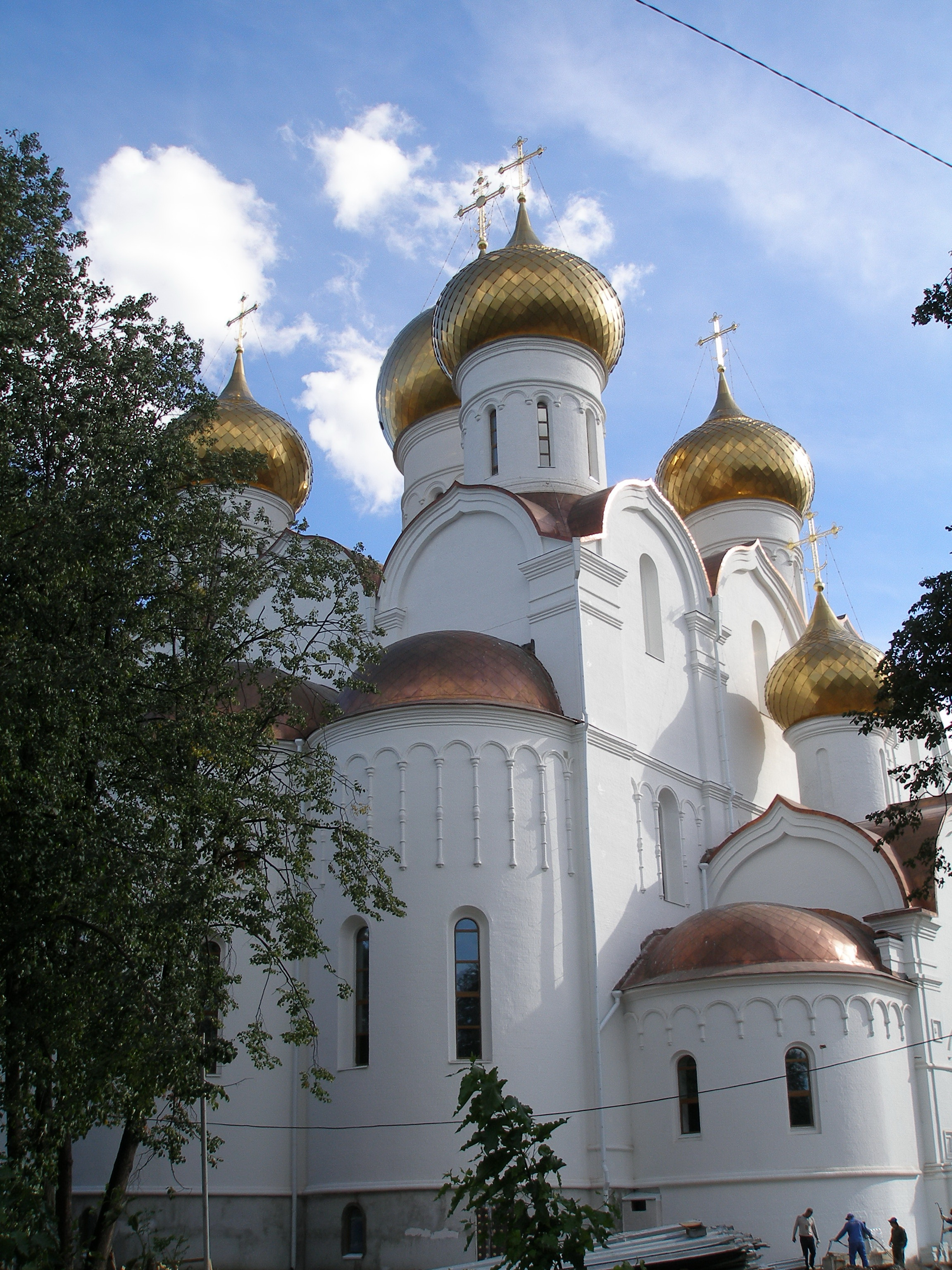
Вид с северной (апсидной) стороны
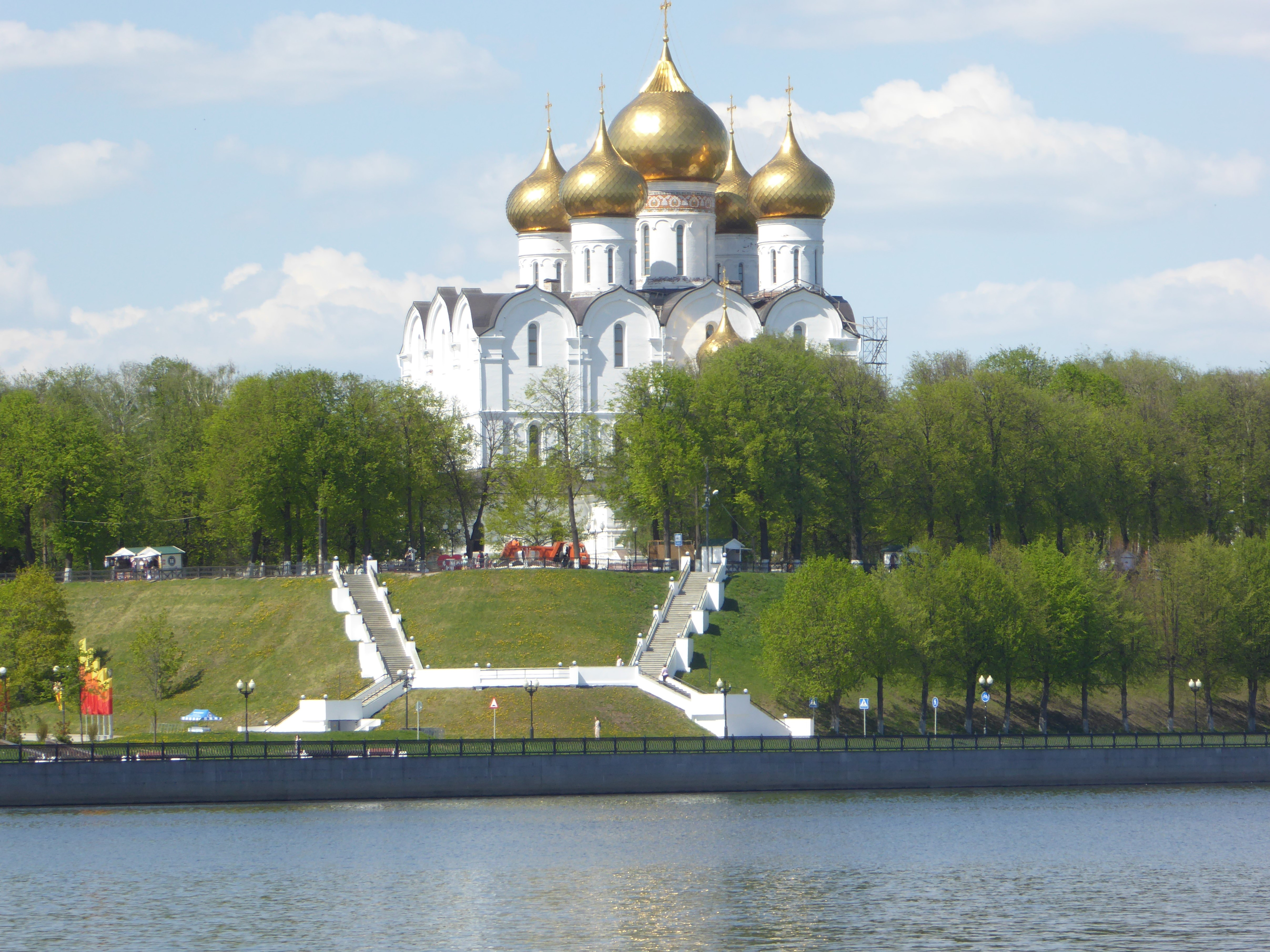
Вид с Волги
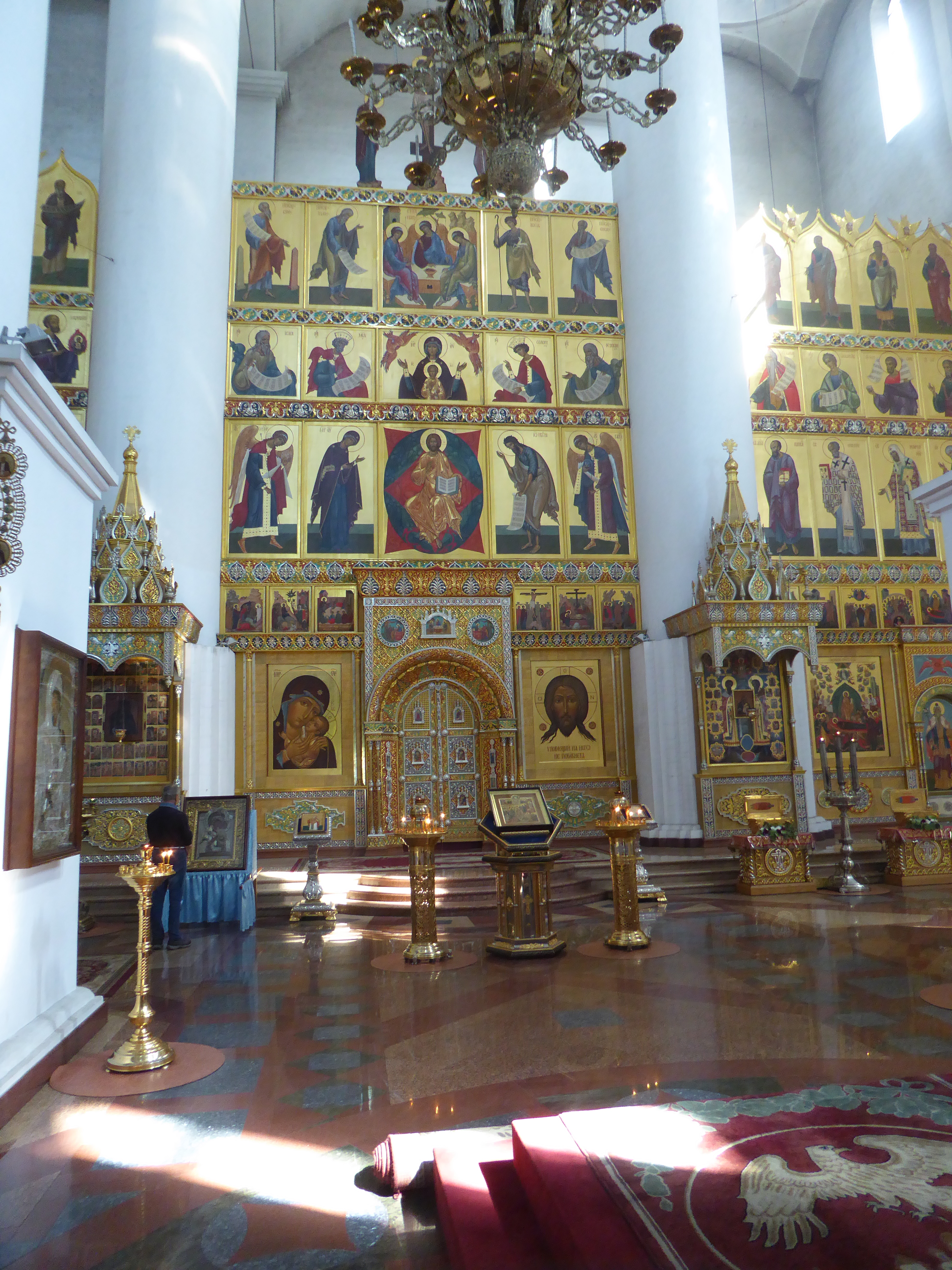
Иконостас нового собора
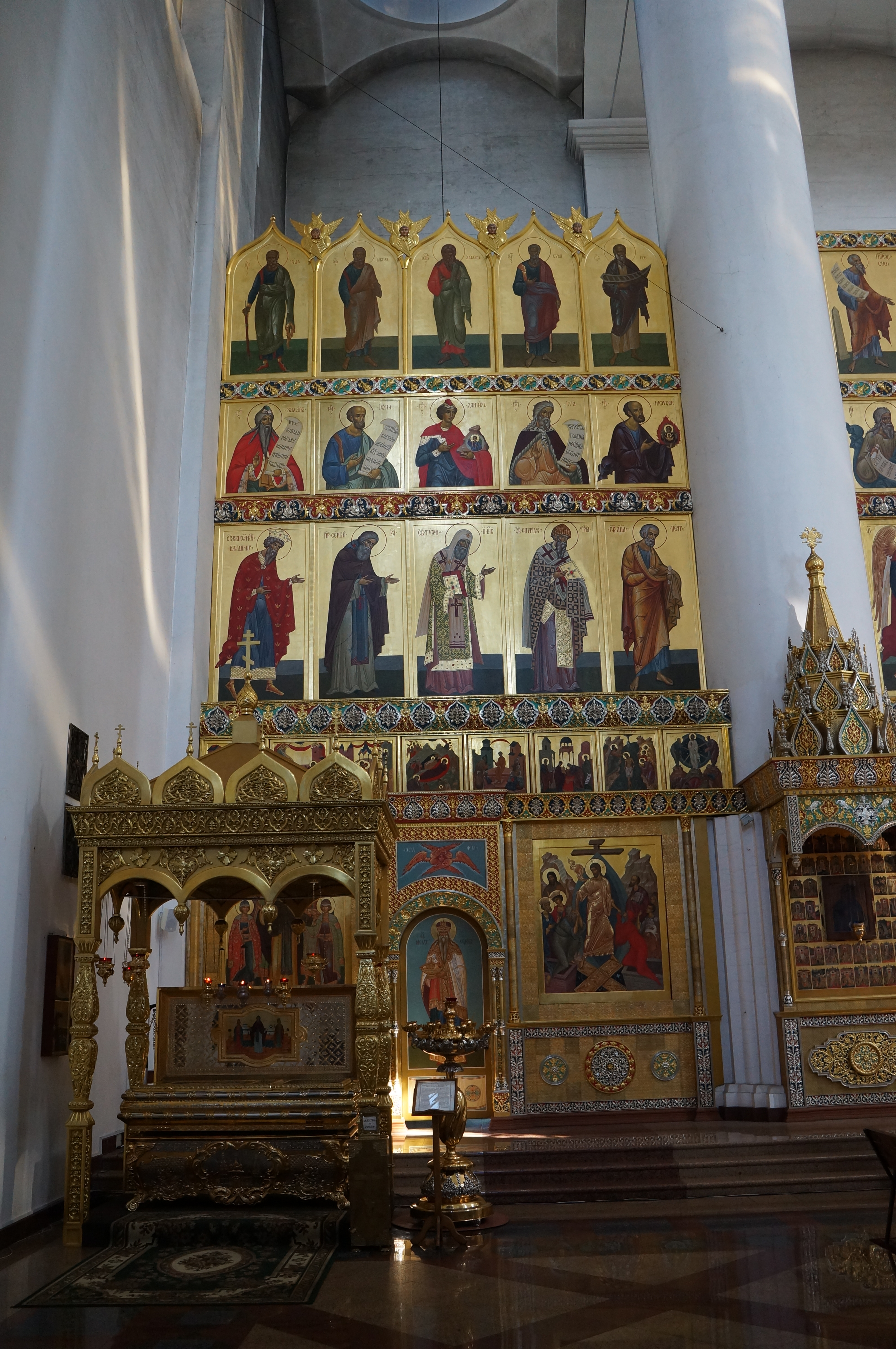
Левая часть иконостаса
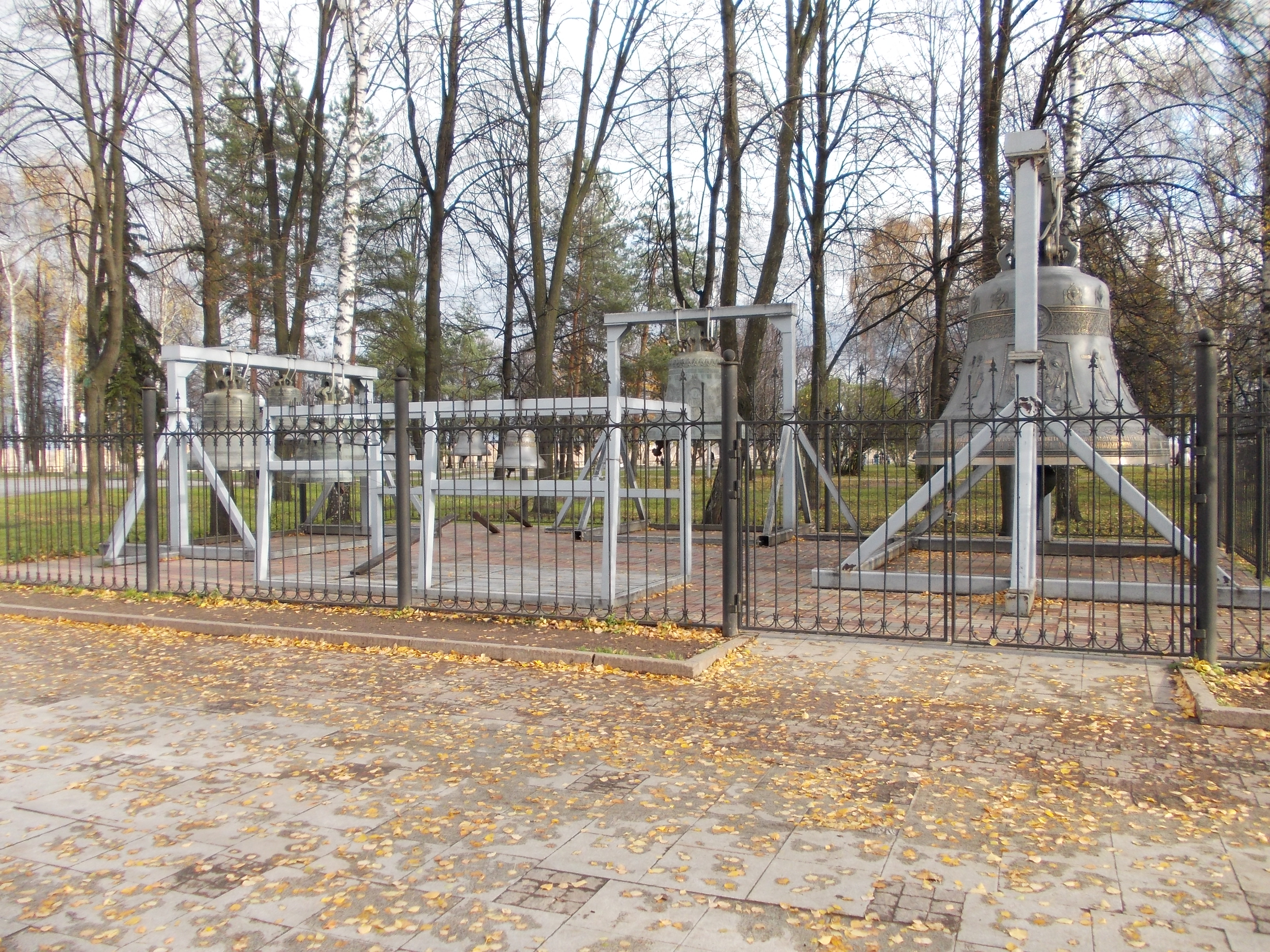
Колокола